# برادران کارامازوف (مینی‌سریال)
برادران کارامازوف یا کارامازوف نو کئودای (カラマーゾフの兄弟، Karamāzofu no kyōdai، به معنی برادران کارامازوف) یک مینی سریال ژاپنی است که از ژانویه تا مارس ۲۰۱۳ در فوجی تلویژن پخش شد. این سریال بر اساس طرح داستانی فیودور داستایفسکی در ژاپن ساخته شده‌است.

## بررسی اجمالی
اصل داستان رمان «برادران کارامازوف»، آخرین رمان کامل فیودور داستایوفسکی، نویسنده بزرگ ادبیات روسیه قرن نوزدهم است. در زمان پخش در ژاپن معاصر، هایاتو ایچیهارا، سایتو تاکومی و کنتو هایاشی نقش سه برادر «خانواده کوروساوا» را بازی کردند که در مرکز داستان قرار دارند.
کل داستان به سه قسمت تقسیم می‌شود، قسمت اول شروع جوانه زدن «قصد قتل» هر یک از سه برادر به پدرانشان تا روز حادثه، قسمت دوم روز حادثه و قسمت سوم از بازجویی تا قضاوت. کوتارو یوشیدا که نقش پدر برادران را بازی می‌کرد، تحسین‌هایی مانند برنده شدن جایزه بهترین بازیگر نقش مکمل مرد در جوایز اسکار تلویزیونی درام دریافت کرد.